# Minas Asa
Minas Asa (* 26. November 1958) ist ein ehemaliger türkischer Fußballspieler.

## Sportlicher Werdegang
Asa entstammt der Jugend des Taksim SK, bei dem der Stürmer sich nach dem Debüt in der Wettkampfmannschaft Mitte der 1970er Jahre nicht etablieren konnte und den Amateurklub mit unbekanntem Ziel verließ. 1979 stieß er zum seinerzeitigen Zweitligisten DÇ Karabükspor, den er jedoch nach nur einer Spielzeit in Richtung des Erstliga-Aufsteigers Boluspor verließ. Mit dem Klub erreichte er im Pokalwettbewerb die Endspiele, nach einer 1:2-Auswärtsniederlage und einem 0:0-Remis im Rückspiel verpasste er mit der Mannschaft gegen MKE Ankaragücü den Titelgewinn. Dabei war ihm im Hinspiel der Ehrentreffer gelungen, mit diesem fünften Tor im Wettbewerb krönte er sich zudem zu dessen Torschützenkönig.
1982 wechselte Asa innerhalb der höchsten Spielklasse zu Bursaspor, wo er drei Spielzeiten blieb. Anschließend lief er für den Zweitligisten Adana Demirspor auf, den er im November 1986 in Richtung Eyüpspor verließ. Mit dem Drittligisten schaffte er zwar den Zweitligaaufstieg, dennoch blieb er auf dem Liganiveau und schloss sich im Sommer 1987 Bayrampaşaspor an. 1988 ging er zum in die zweite Liga aufgestiegenen Ayvalıkgücü, später ließ er bei verschiedenen unterklassigen Klubs seine Laufbahn ausklingen. 